# Björn Thoroe

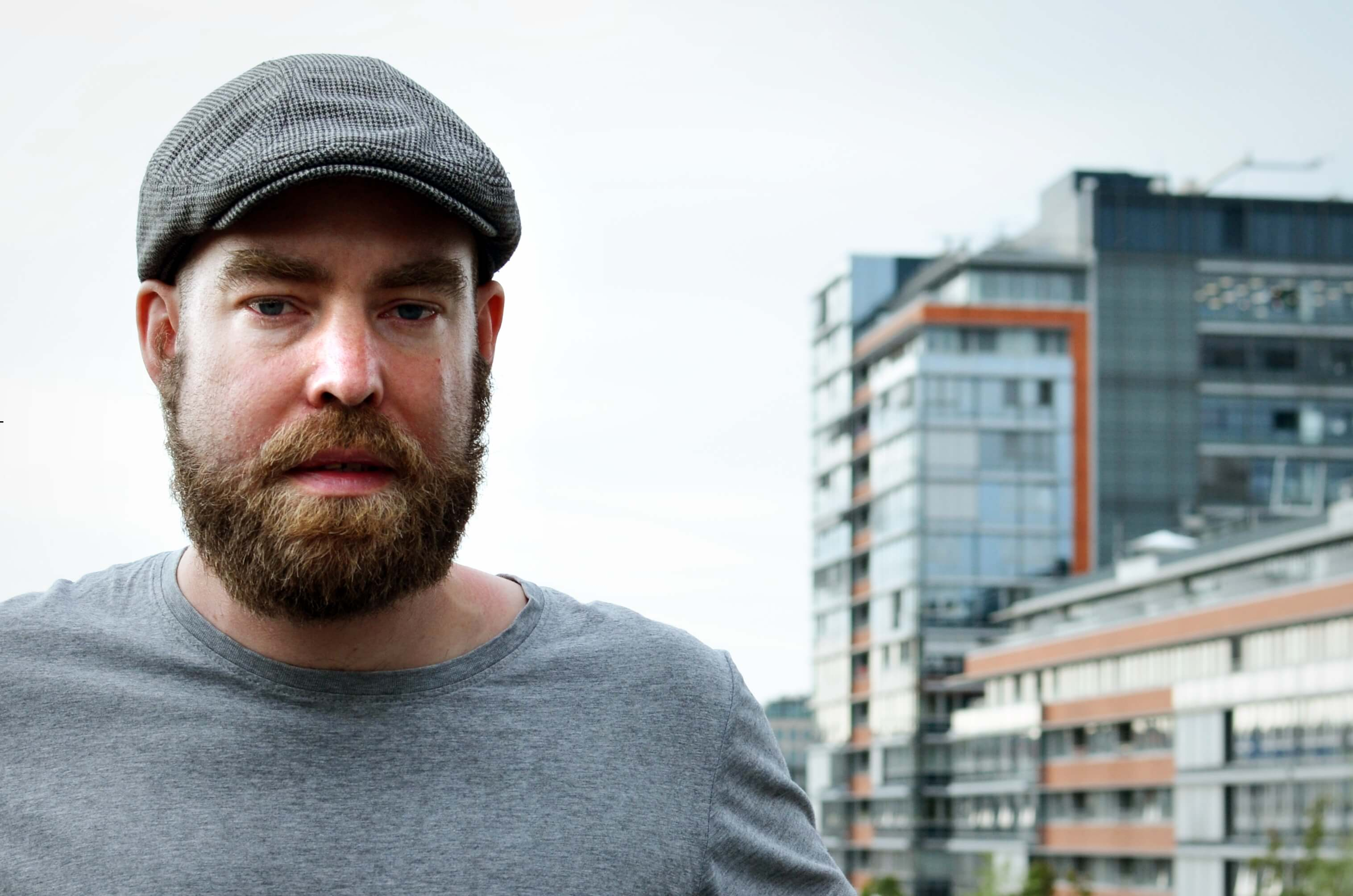
Björn Thoroe

Björn Thoroe (* 9. Oktober 1984 in Kiel) ist ein deutscher Politiker (Die Linke) und war in der 17. Wahlperiode von 2009 bis 2012 schleswig-holsteinischer Landtagsabgeordneter. Für die Kieler Oberbürgermeisterwahl am 27. Oktober 2019 war er von seiner Partei als Kandidat aufgestellt worden und erreichte 9,1 % der abgegebenen Stimmen.
Björn Thoroe ist einer der Landesgeschäftsführer von Die Linke Schleswig-Holstein. Sein Studium hat er mit einem Bachelor in Soziologie und Geschichte abgeschlossen. Im November 2002 trat er in die PDS ein und gehörte seit 2003 deren Kreisvorstand in Kiel an, welchen er nach dem Zusammenschluss zur Partei Die Linke von 2007 bis 2008 als Kreissprecher leitete. Im Landesvorstand seiner Partei war er von 2008 bis 2010 Mitglied.
Von 2005 bis 2007 ist Björn Thoroe für Schleswig-Holstein Mitglied im Länderrat der Jugendorganisation ’solid – die sozialistische Jugend und 2007 auf Bundesebene am Zusammenschluss verschiedener Jugendverbände zur Linksjugend 'solid beteiligt gewesen.
Björn Thoroe trat bei der Bundestagswahl 2005 im Bundestagswahlkreis Kiel als Direktkandidat an und erhielt 4,1 % der Erststimmen.
Nach der Landtagswahl in Schleswig-Holstein 2009 erhielt Thoroe zunächst kein Mandat, weil seine Partei nach dem amtlichen Endergebnis ein sechstes Mandat um vier Stimmen verpasst hatte. Bei einer von seiner Partei beantragten Neuauszählung der Stimmen im Wahlkreis Husum-Eiderstedt wurden im Januar 2010 statt der ursprünglich neun Stimmen nun 41 Stimmen für die Linke gezählt. Daher konnte Thoroe doch in den Landtag einziehen. Die FDP-Abgeordnete Christina Musculus-Stahnke verlor infolgedessen ihr Mandat.
Bei der Landtagswahl in Schleswig-Holstein 2012 kandidierte er auf Platz 4 der Landesliste der Linken. Die Linke scheiterte mit einem Wahlergebnis von 2,3 Prozent an der Fünfprozenthürde und Björn Thoroe schied aus dem Landtag aus.
Seit den Kommunalwahlen in Schleswig-Holstein 2023 ist Björn Thoroe Mitglied der Kieler Ratsversammlung und dort Vorsitzender einer gemeinsamen Ratsfraktion aus Die Linke und Die PARTEI.